# François Lurçat
Pour les articles homonymes, voir Lurçat.
François Lurçat est un physicien français né à Paris le 11 octobre 1927 où il est mort le 14 octobre 2012. 

## Biographie
Élève au Lycée Louis-le-Grand, il a fait ensuite des études de physique à l'École normale supérieure (promotion 1947). Sa thèse, intitulée Sur la forme des lois de relaxation en résonance électronique, nucléaire et quadrupolaire, datant de 1956, a porté sur la relaxation en résonance magnétique nucléaire (RMN) et en résonance quadrupolaire. Il s'est ensuite orienté vers la physique des particules.
Par ailleurs, il s'est passionné pour l'enseignement, pour la vulgarisation scientifique, et pour les problèmes philosophiques posés par la physique et par la science en général. C'est à ce titre qu'il a publié des articles de vulgarisation et de critique scientifique, en particulier dans La Nouvelle Revue française et Les Temps modernes.
Issu d'une famille d'intellectuels et d'artistes, il adhère au Parti communiste français dès sa jeunesse. Il est successivement chercheur au CNRS, de 1952 à 1959, maître de conférence à la Faculté des sciences de Lille, de 1959 à 1962, puis professeur à la Faculté des sciences d'Orsay de 1963 à 1987. Il passe une année sabbatique à l'IHES de Bures-sur-Yvette entre 1962 et 1963, puis une autre à l'IAS de Princeton entre 1966 et 1968.

## Travaux
Les travaux de recherche de François Lurçat portent sur les questions fondamentales de la physique des particules, il développe le rôle de la théorie des groupes, dans le prolongement de l’œuvre d’Eugene Wigner, en collaboration régulière avec Louis Michel. Il propose de reformuler la théorie quantique relativiste des champs en remplaçant l’espace-temps de Minkowski par le groupe de Poincaré. Il travaille dans cette direction et publie jusque dans les années 2000.
Après mai 68, il soutient politiquement le maoïsme et fait un voyage en Chine en 1971. Puis il quitte la voie marxiste et se tourne vers la culture juive et la philosophie judaïque, se rendant régulièrement en Israël.  Professeur à l’Université Paris-Sud (Orsay) et chercheur en physique des particules, il a entrepris à partir de la fin des années 1980 une réflexion approfondie sur la philosophie des sciences, partant du constat de la difficulté à enseigner et à rendre intelligibles les acquis récents de la physique théorique et les effets dévastateurs de l’idéologie scientiste dans le monde contemporain.
Lecteur attentif de Husserl, il aborde, entre autres thèmes, celui de la crise de la culture européenne, des fondements métaphysiques de la science moderne, du scientisme et de ses effets sur la société occidentale. Selon lui, la crise de la science (expression qui revient souvent dans son œuvre) n’est pas seulement celle qu’il a décelée et analysée dans le fonctionnement interne de l’institution scientifique et dans la transmission du savoir scientifique, mais concerne l’ensemble de la culture et de la civilisation occidentale, dont l’avenir est étroitement lié à celui de la science.

## Vie privée
François Lurçat est le fils de l’architecte André Lurçat (1894-1970) et le neveu du peintre Jean Lurçat (1892-1966). Il a eu trois enfants avec Liliane Kurtz, psychologue et proche collaboratrice d'Henri Wallon. Il pratiquait une intense activité sportive (marche, escalade, nage, ski), était un grand lecteur et un grand mélomane.

## Publications
- La spectroscopie en radiofréquences, dirigé par Louis de Broglie, avec Alfred Kastler, Pierre Grivet, Jean Brossel, préface d'Anatole Abragam, Paris, Editions de la revue d'optique théorique et instrumentale, 1957.
- Sur la forme des lois de relaxation en résonance électronique, nucléaire et quadrupolaire, thèse de doctorat en sciences physiques, Université de Paris, Paris, Masson, 1958.
- Sur l'effet Bloch-Siegert et l'effet d'un champ alternatif perturbateur en résonance magnétique et quadrupolaire, Journal de physique et le radium, 1958[6].
- Les travailleurs et la science : réflexion sur les origines de la science, Germinal, 1976.
- Niels Bohr, avant-après, éditions Criterion, coll. « La Création de l'esprit », Paris, 1990, 256 p.,  (ISBN 2-903702-47-0), (BNF 35321778).
- Cours de physique, DEUG 1re année, éditions Ellipses, Paris, 1993, 334 p.,  (ISBN 2-7298-4326-4), (BNF 35681394).
- L'autorité de la science : neurosciences, espace et temps, chaos, cosmologie[7], éditions du Cerf, coll. « Passages », Paris, 1995, 351 p.,  (ISBN 2-204-05226-4), (BNF 35797595).
- La science suicidaire : Athènes sans Jérusalem, éditions François-Xavier de Guibert, Paris, 1999, 294 p.,  (ISBN 2-86839-578-3), (BNF 38808150).
- Le chaos[8], Presses universitaires de France, coll. « Que sais-je ? » no 3434, Paris, 1999, 127 p.,  (ISBN 2-13-049629-6), (BNF 37072038).
- Niels Bohr et la physique quantique, éditions du Seuil, coll. « Points » série « Sciences » no 145, Paris, 2001, 266 p.,  (ISBN 2-02-051081-2), (BNF 37695297).
- De la science à l'ignorance : essai, éditions du Rocher, coll. « Esprits libres », Monaco et Paris, 2003, 231 p.,  (ISBN 2-268-04523-4), (BNF 39012578).

### Contributions
- Espace vécu et espace connu à l'école maternelle, par Liliane Lurçat, préface de François Lurçat, contribution de René Thom, Paris, les Éditions ESF, 1982.
- Pourquoi des illettrés ? : l'écriture et le langage écrit de l'enfant, par Liliane Lurçat, postface de François Lurçat, Monaco, Éditions du Rocher, 2004.
- Apprendre à lire en écrivant : l'écriture et le langage écrit de l'enfant, par Liliane Lurçat, préface de François Lurçat, 3ème édition, Paris, F.-X. de Guibert, 2007.